# Roberto I de Namur
Roberto I de Namur (m. hacia 974) es el primer conde de Namur. 
No se dispone de información precisa sobre sus orígenes, L. Venderkindere tiene la hipótesis de que Roberto es nieto de Berenger, por vía materna. La Vita Gerardi abbatis Broniensis precisa que los descendientes de Berenger siguieron disponiendo del condado de Namur, pero la ausencia de los nombres de Bernger y de Rainiero hace pensar que se trata más bien de una descendencia colateral.
Roberto aparece regularmente en las actas disponibles entre 946 y 974, y toma parte en la rebelión del conde Immon contra Brunon, duque de Lotaringia, entre 958 y 963. En esta época refuerza las fortificaciones del castillo de Namur. Su última aparición en los documentos históricos de la época se remonta al año 974; su hijo (y sucesor como conde de Namur) Alberto I aparece en 981.
Tampoco su esposa es conocida. Basándose en la onomástica, Thierry Stasser ha emitido la hipótesis de que esta fuera Lutgarda (Luitgarde), hija de Adalberto (m. en 944), conde de Metz, y Lutgarda, hija a su vez de Wigerico de Bidgau y de Cunegonda de Francia. Sea como fuere, Roberto es padre de:
- Alberto I, conde de Namur.
- Giselbert.
- Ratbod.